# Conservatoire à rayonnement départemental de Fresnes
 (décembre 2023).
Le Conservatoire à rayonnement départemental de Fresnes (Val-de-Marne) est un conservatoire à rayonnement départemental.
Créé en 1960 par Jean-Jacques Werner sous forme associative, le conservatoire de musique de Fresnes a été réuni aux écoles de musique de Cachan et l'Haÿ-Les-Roses en 1985 pour former l'Ecole nationale de musique du Val-de-Bièvre, et aujourd'hui le Conservatoire à rayonnement départemental de Val-de-Bièvre. 
L'établissement a été renommé « Conservatoire Jean-Jacques Werner » en l'honneur du compositeur Jean-Jacques Werner. L'inauguration du nouveau nom du conservatoire a eu lieu le 16 octobre 2019, en présence (notamment) de Marie Chavanon (maire de Fresnes) et Géraud Chirol (directeur du conservatoire).
Les locaux sont installés depuis 1987 dans la ferme de Cottinville, un ancien corps de ferme qui appartenait à la seigneurie de Fresnes du XIIe siècle à la Révolution. Elle abrite également un écomusée et la salle de spectacles de la Grange Dîmière.

## Enseignements proposés
Le CRD propose un enseignement artistique en vue d'une pratique autonome et un cycle d'enseignement professionnel initial. 
L'enseignement est organisé en 3 grands cycles d'étude s'étendant sur plusieurs années et aménagés de façon progressive et souple pour correspondre au rythme propre des élèves.
Au cours du 3ème cycle, les élèves peuvent opter, soit pour l'achèvement de leurs études en vue d'une pratique amateur de bon niveau (Certificat de Fin d'Etudes Musicales) soit, pour le prolongement de leurs études dans le cycle spécialisé en vue d'études supérieures les préparant aux métiers de la musique (Diplôme d'Etudes Musicales).
Depuis 2019, il est possible de s'intégrer au niveau Cycle Préparatoire à l’Enseignement Supérieur (C.P.E.S.), qui a pour objectif de préparer à l’entrée dans un des établissements d’enseignement supérieur que sont les Pôles Supérieurs, les CNSMD ou autres écoles supérieures, les universités étrangères, les Cefedem.
Ce cursus permet d'approfondir sa motivation et ses aptitudes en vue d'une orientation professionnelle, et de confirmer sa capacité à suivre un enseignement supérieur.
Le CRD propose aussi un enseignement hors cursus.

### Cours individuels
Les cours proposés sont les suivants :
| Chant-lyrique  |
| Chant-MAA      |
| Piano          |
| Piano-jazz     |
| Flûte          |
| Hautbois       |
| Clarinette     |
| Basson         |
| Trompette      |
| Trombone       |
| Cor            |
| Tuba           |
| Saxophone      |
| Accordéon      |
| Violon         |
| Alto           |
| Violoncelle    |
| Contrebasse    |
| Guitare        |
| Harpe          |
| Percussions    |
| Batterie       |
| Orgue-clavecin |
| Flûte à bec    |
| Viole de gambe |

### Cours collectifs
Les cours proposés sont les suivants :
| Jardin musical (parent + enfant) | 3 à 4 ans (2015-2016)             |
| Graines de sons                  | 4 à 5 ans (2014-2015)             |
| Atelier découverte               | 5 à 6 ans (2013-2014)             |
| Atelier d'initiation             | 6 à 8 ans (2011-2013)             |
| Formation musicale               | Cycle I, 3ème année               |
| Formation musicale               | Cycle I, 4 et 5ème année          |
| Formation musicale               | Ados, adultes                     |
| Formation musicale               | Cycle II, 1ère année              |
| Formation musicale               | Cycle II, 2ème année              |
| Formation musicale               | Cycle II, 3ème année              |
| Formation musicale               | Cycle II, 4 et 5èmes années       |
| Histoire de la musique           | Cycle III, CPES, adultes          |
| Formation musicale               | Cycle III                         |
| Formation musicale               | CPES                              |
| Option musique du baccalauréat   |                                   |
| Analyse, Ecriture et Composition | Cycles III et CPES                |
| Théâtre                          | Initiation (8-12 ans)             |
| Théâtre                          | Initiation (12-14 ans)            |
| Théâtre                          | Cycle I et II                     |
| Théâtre                          | Cycle II et III                   |
| Théâtre                          | Formes anciennes Cycle III / CPES |
| Chant choral                     | Cycle I                           |
| Chant choral                     | Cycle II                          |
| Chant choral                     | Cycles III, CPES, adultes         |

### Pratiques collectives
Les pratiques collectives sont les suivantes :
| CHORALES                                    |                      |
| Enfants cycle I                             | Cycle I              |
| Cycle II et ados                            | Cycle II             |
| Cycle III et adultes                        | Cycle III et CPES    |
| ORCHESTRES                                  |                      |
| Le Petit Concert (cordes)                   | (cordes 2ème année)  |
| Les Jeunes Archets (cordes)                 | Cycle I              |
| La Petite Bande (cordes )                   | Cycle II             |
| Orchestre symphonique                       | Cycle III et CPES    |
| La Petite Fanfare                           | Cycle I et II        |
| Musiques de carnaval                        | Cycle II et III      |
| ENSEMBLES                                   |                      |
| Atelier percussions latines                 | niveau 1 (8/12 ans)  |
| Atelier percussions latines                 | niveau 2 (13 ans +)  |
| Orchestre de tango                          | Cycle III et CPES    |
| Ensemble de flûtes traversières             | Cycle III et CPES    |
| Ensemble de guitares                        | Cycle I (3ème année) |
| Ensemble de guitares                        | Cycle II             |
| Ensemble de flûtes à bec cycle 1            | Cycle I              |
| Ensemble de flûtes à bec cycle 2            | Cycle II             |
| Ensemble de musique ancienne                | Cycle III            |
| Atelier jazz                                | à partir du cycle II |
| Atelier jazz                                | Cycle III et CPES    |
| Atelier conte                               | Cycle I              |
| Ensemble de harpes                          | Cycle II             |
| ARTS DE LA SCENE                            |                      |
| Atelier de pratique artistique collège 6ème |                      |
| Atelier de pratique artistique collège 5ème |                      |

## Public concerné
Le CRD de Fresnes accueille les enfants à partir de 5 ans, ainsi que les adultes.
Les musiciens amateurs sont particulièrement bienvenus dans les ensembles et les orchestres de l'école en fonction de leur niveau.

## Activités complémentaires
Il participe à l'éducation des enfants en milieu scolaire par l'action des musiciens intervenant sur le territoire de la commune.
Il contribue également à l'animation culturelle en offrant des spectacles et des concerts d'élèves, de professeurs, d'artistes et d'ensembles invités. Cette action de diffusion concerne tous les genres musicaux, des musiques traditionnelles à la création contemporaine.

### Journées duXXIesiècle
Un des événements de la fin de l'année scolaire est organisé autour des musiques de création et du répertoire « contemporain ». Les élèves du conservatoire interprètent des œuvres de compositeurs des XXe et XXIe siècles, ainsi que des compositions originales écrites par les élèves de la classe d'analyse, écriture et composition de Géraud Chirol.

### Projets en collaboration avec d'autres établissements
Les élèves du conservatoire participent à de nombreux projets avec les élèves des écoles de la ville, les classes de théâtre ou encore des classes d'autres conservatoire de la Région. Les élèves en classe de composition réalisent notamment la « mise en musique » de nombreux projets locaux.
Un lien fort unit le conservatoire et l'orchestre symphonique du Val de Bièvres.

## L'« Art de la Fugue »

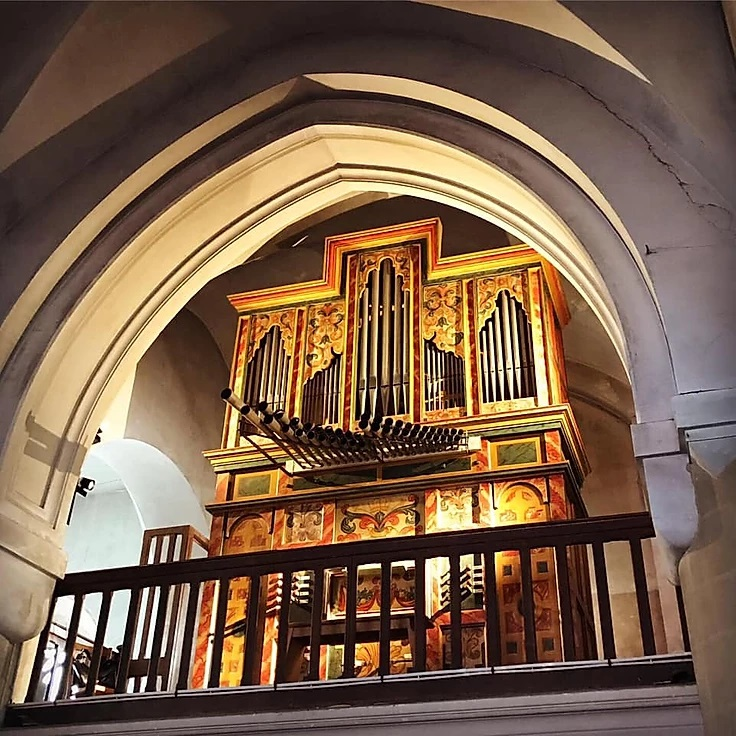
Orgue de Buenafuente del Sistal, en l'église Saint-Eloi de Fresnes

Géraud Chirol, Directeur du conservatoire, est également un des cofondateurs du fonds de dotation « l'Art de la Fugue ».
En s'appuyant sur ce fonds de dotation, Anne-Marie Blondel, Géraud Chirol et Jean-Luc Ho ont fait restaurer et remonter l’orgue de La Buenafuente del Sistal (es) dans l’église Saint-Éloi de Fresnes, pour disposer ainsi, à proximité de Paris, d’un instrument original, jamais transformé et dans un état de conservation exceptionnel. Cet orgue donne lieu à de nombreux concerts, en général le dimanche.
L'Art de la Fugue organise dans l'église des concerts pour toutes sortes de formations musicales, avec une programmation en général axée sur la musique Renaissance et Baroque.